# Рафаель Діас Перес
Рафаель Діас Перес (ісп. Rafael Díaz Pérez) — іспанський, андалузький підприємець, президент спортивного товариства «Міранділла КД», який став наступником клубу «Кадіс КФ» із міста Кадіс. Об'єднав клуб коледжу «Міранділла КД» із доісторичним клубом «Кадіс ФК», а члени правління обрали його керманичем з поміж себе і він став, 5-й за ліком, президентом головного футбольного клубу побережжя Кадіської затоки.

## Життєпис
Рафаель Діас Перес був із числа андалузької знаті, бо лише таким родинам доручалося кермування спортивними тогочасними клубами. Його предки були мали чимало нерухомості та підприємцями, відтак і Рафаелю Діасу Пересу випало продовжити їх справи. Але ще замолоду він був активною особистістю, захоплювався спортом, а коли добирали нових членів до спортивного Футбольного клубу «Міранділла КД», Рафаеля Діаса Переса запросили в його акціонери-партнери, а пізніше, ще й обрали президентом клубу.
Головний набуток Рафаель Діас Перес, стало поглинання залишків доісторичної футбольної команди «Кадіс КФ» та просування «Міранділльї КД» до перших напіваматорських регіональних андалузьких футбольних турнірів. 2 роки поспіль він опікувався футбольною командою, її футболісти вже не обмежувалися одними товариськими іграми, а вже систематично брали участь в турнірах та ним була вибудована система тренувань команди. Окрім того, він затвердив домовленість з муніципалітетом, щодо побудови власного футбольного стадіону, а муніципалітет став акціонером тієї споруди. Тому поміж звичної в народі назви  «Стадіон Міранділла» (Stadium Mirandilla) він носив гучне наймення "Муніципальний Стадіон де Депортес Міранділла». 
В часі його каденції, нагальним постало питання назви клубу, оскільки вболівальники вимагали змінити її на звичну для тих часів форму - присутність назви міста в найменні клубу. Рафаель Діаз не погоджувався на такі кардинальні кроки, тим паче він нещодавно лиш як зареєстрував офіційно «Футбольний клуб спортивного і культурного товариства Міранділла» (Sociedad Cultural y Deportiva Mirandilla Foot-ball Club). І навіть коли через кілька років місцяни домоглися свого, Рафаелю вдалося відстояти кольори Міранділльї в гербі та в кольорогамі «Кадісу КФ». Після полишення поста президента клубу, Рафаель Діас Перес повернувся до своїх фінансових справ, зокрема в царині нерухомості та продовжив своє сприяння спорту в Кадісі.